# Ruellia kerrii
Ruellia kerrii är en akantusväxtart som beskrevs av William Grant Craib. Ruellia kerrii ingår i släktet Ruellia och familjen akantusväxter. Inga underarter finns listade i Catalogue of Life.